# Enemigo mío (película)
Enemigo mío, de título original Enemy Mine, es una película de ciencia ficción de 1985 basada en la historia del mismo título por Barry B. Longyear. Fue producida por Twentieth Century Fox, dirigida por Wolfgang Petersen, y protagonizada por Dennis Quaid y Louis Gossett Jr.. La banda sonora original fue compuesta por Maurice Jarre.

## Argumento
A finales del siglo XXI, se libra una guerra interestelar entre humanos (la Alianza Terrícola Bilateral, o BTA) y Dracs (una raza de reptiles humanoides), que periódicamente tienen batallas entre naves espaciales de combate. Ningún humano odia más a los Dracs que el piloto Willis E. Davidge, pero durante una de esas batallas, Davidge y el piloto de Drac, Jareeba Shigan, se involucran en un combate aéreo, que resulta en que ambos se estrellen en Fyrine IV, un planeta cuya superficie es en gran parte un páramo volcánico hostil. 
Después de las hostilidades iniciales en las que se cazan brutalmente uno al otro, ambos aprenden a cooperar para sobrevivir. Durante los siguientes tres años se hacen amigos y cada uno salva la vida del otro varias veces. En medio de su soledad ambos comienzan a aprender más sobre lo que hasta ese momento consideraban el bando enemigo y Davidge descubre que los dracs son una sociedad espiritual y religiosa que se guía por las enseñanzas de El Talman, un libro sagrado que, según descubre, posee una doctrina que guarda muchas similitudes con las enseñanzas de la Biblia. También aprende que para los dracs su linaje es sagrado y cada miembro debe memorizarlo desde sus orígenes, ya que el padre debe recitarlo ante el Santo Concilio de su mundo cuando sus hijos cumplen la edad necesaria para ser reconocidos como un drac.
Davidge, atormentado por sueños de naves espaciales aterrizando en el planeta, se marcha en busca de ayuda y tras viajar durante meses encuentra evidencia de humanos, pero descubre que el planeta solo ha sido visitado periódicamente por mineros humanos conocidos como carroñeros, que utilizan a los Dracs como mano de obra esclava, por lo que decide evitar hacer contacto con ellos y regresa para advertir a Jareeba, apodado "Jerry", sólo para descubrir que Jerry ahora está embarazado ya que los dracs se reproducen mediante autofecundación llegados a cierta edad.
Para pasar el tiempo, Davidge y Jerry memorizan la ascendencia de cada uno y coinciden en que el linaje de Davidge es "muy escaso". Más tarde, Jerry muere al dar a luz, pero no sin antes hacer que Davidge jure llevar al niño, Zammis, de regreso al mundo natal de Drac y recitar el linaje Jareeba para que pueda unirse a la sociedad Drac. Davidge cría a Zammis, quien lo llama "tío" y rápidamente se encariña, comenzando a verlo como a su propio hijo. Con el paso de los años el niño se vuelve consciente de la diferencia de sus especies y esto despierta su curiosidad por los humanos.
Un día, una nave sobrevuela la superficie y Davidge va a investigar. Zammis siente curiosidad y lo sigue siendo descubierto por un par de carroñeros. Davidge ataca a los hombres y mata a uno de ellos, pero Zammis, sin darse cuenta, se interpone y da la oportunidad al otro minero de asesinar a Davidge de un disparo en el corazón. Más tarde, una patrulla BTA encuentra el cuerpo y lo devuelve a su estación espacial base.
Durante una ceremonia fúnebre impersonal Davidge despierta, descubriendo que el disparo no alzanzó su corazón, por lo que se le realiza una intervención y se investiga su identidad, descubriendo que se trata de uno de sus hombres a quien habían dado por muerto hace años. Más tarde es reintegrado al servicio, pero no como piloto ya que, tras oírlo recitar rezos en idioma drac sus superiores quieren asegurarse de que no sea un desertor. 
Al no conseguir ayuda para rescatar a Zammis, Davidge roba una nave de combate para encontrar al niño por su cuenta y se las arregla para rastrear el barco carroñero y colarse a bordo. Davidge habla con los esclavos Drac en su propio idioma, quienes lo reconocen como tío ya que Zammis les ha hablado sobre él y le entregan indicaciones sobre el lugar donde lo mantienen. Davidge entra a las instalaciones, lucha contra un minero tras otro mientras los esclavos se rebelan. Hacia el final de la batalla, cuentan con la ayuda de la tripulación de BTA que persiguió la nave robada. Davidge pelea y casi es asesinado por el mismo Carroñero que le disparó anteriormente, pero se salva cuando uno de los esclavos Drac asesina al minero. Davidge y Zammis se reúnen y regresan al mundo natal de los Drac con los esclavos liberados.
En el epílogo se narra que Davidge llevó a Zammis hasta el mundo natal de Drac y recitó el linaje familiar Jareeba ante el consejo Drac para presentar al niño como un miembro de su sociedad, cumpliendo su promesa a Jerry, posteriormente se explica que cuando llegó el momento de que Zammis llevara a su propio hijo ante del Santo Concilio, el nombre Willis Davidge fue añadido al linaje Jareeba.

## Reparto
| Actor             | Personaje      |
| ----------------- | -------------- |
| Dennis Quaid      | Willis Davidge |
| Louis Gossett Jr. | Jerry          |
| Brion James       | Stubbs         |
| Richard Marcus    | Arnold         |
| Carolyn McCormick | Morse          |
| Bumper Robinson   | Zammis         |
| Jim Mapp          | Drac Viejo     |
| Lance Kerwin      | Joey Wooster   |
| Scott Kraft       | Jonathan       |
| Lou Michaels      | Wilson         |
| Andy Geer         | Bates          |
| Henry Stolow      | Cates          |
| Herb Andress      | Hopper         |

## Producción
Al principio el director iba a ser Richard Loncraine, pero finalmente la película fue filmada por Wolfgang Petersen. Para recrear los paisajes se rodó la producción cinematográfica en Lanzarote. El resto de la película se filmó en los Bavaria Studios en Múnich.

## Recepción
Es un clásico de la ciencia ficción y hoy un filme de culto, que fue un fracaso en taquilla  en su momento. Algunos de los decorados de la película, que fueron creados en los Bavaria Film Studios de Múnich, todavía se mantienen hoy en día como parte del tour del estudio.

## Premios y nominaciones
| Año  | Premio                                 | Categoría                                                | Candidato                                                                    | Resultado |
| ---- | -------------------------------------- | -------------------------------------------------------- | ---------------------------------------------------------------------------- | --------- |
| 1986 | Premios Saturn                         | Mejor película de Ciencia ficción                        | Enemigo Mío                                                                  | Nominado  |
| 1986 | Premios Saturn                         | Mejor Actor                                              | Louis Gossett, Jr.                                                           | Nominado  |
| 1986 | Premios Saturn                         | Mejor maquillaje                                         | Chris Walas                                                                  | Nominado  |
| 1986 | Festival de cine fantástico de Avoriaz | Premio Antenas II                                        | Wolfgang Petersen                                                            | Ganador   |
| 1986 | Festival de cine fantástico de Avoriaz | Premio CST                                               | Wolfgang Petersen                                                            | Ganador   |
| 1986 | Premios Hugo                           | Mejor presentación dramática                             | Wolfgang Petersen (director) Edward Khmara (guion) Barry Longyear (historia) | Nominado  |
| 1987 | Premios Young Artist                   | Interpretación destacada de un actor secundario joven.   | Bumper Robinson                                                              | Nominado  |
| 1987 | Premios Young Artist                   | Película notable de tipo familiar, fantástica o comedia. | Enemigo mío                                                                  | Nominado  |